# Buriram
Buriram (in thailandese บุรีรัมย์), è una città maggiore della Thailandia di 50 525 abitanti (2021).
Il territorio comunale è compreso nel distretto di Mueang Buriram, che è capoluogo della Provincia di Buri Ram, nel gruppo regionale della Thailandia del Nordest.

## Geografia fisica

### Territorio
Situata 400 chilometri a nord-est di Bangkok, Buriram si trova in una zona pianeggiante dell'altopiano di Korat. La periferia meridionale e e quella orientale sono bagnate dallo Huai Jorakhamak, le cui acque affluiscono assieme a quelle di altri corsi d'acqua nel fiume Mun. Il fossato attorno al centro storico è il Klong La Lom, vi sono inoltre il corso d'acqua del Nong Prue e le riserve d'acqua Huai Jorakheaak e Huai Talat. I rilievi più vicini sono quelli dei monti Dângrêk, che fanno da confine con la Cambogia e si trovano circa 80 km a sud di Buriram.
Il territorio comunale era composto dall'intero territorio del tambon Nai Mueang, uno dei sotto-distretti del Distretto di Mueang Buriram. Con i decreti reali del 31 ottobre 2024, la municipalità è passata da città minore a città maggiore e la superficie comunale è stata estesa con l'aggiunta di tutto il territorio del tambon Isan e una parte del territorio del tambon Samet, passando da 6 a 75,44 chilometri quadrati.

### Clima
Secondo i dati riportati dalla stazione meteorologica del distretto di Nang Rong, la più alta media mensile delle temperature massime è di 36,4° ad aprile, durante la stagione secca, con un picco di 41,8° registrato ad aprile, mentre la più bassa media mensile delle minime è di 29,6° a dicembre, nella stagione fresca, con un picco di 7,8° a dicembre. La media massima mensile delle precipitazioni piovose è di 239,6 mm in settembre, nella stagione delle piogge, con un picco giornaliero di 130,5 mm in ottobre. La media minima mensile è di 3,4 mm in dicembre. La stagione fresca va da novembre a gennaio, quella secca da febbraio ad aprile e quella delle piogge da maggio a ottobre.

## Storia
Nell'XI secolo, Buriram faceva parte dell'Impero Khmer, inscrizioni trovate nella zona testimoniano che il sovrano locale si era sottomesso all'imperatore khmer. Passata sotto il dominio siamese, agli inizi del XIX secolo fu cambiato il nome della città da Mueang Pae a Buriram. Verso la fine dello stesso secolo, fu inserita nella nuova Provincia di Buri Ram. Situata storicamente nelle terre di confine tra gli antichi regni laotiano, khmer e siamese, a Buriram sono rimaste consistenti comunità che parlano il dialetto khmer settentrionale, e quello laotiano meridionale. Tutti parlano il thailandese centrale, insegnato nelle scuole.
Il comune di Buriram fu istituito come città minore (Thesaban mueang) con decreto reale pubblicato sulla Gazzetta reale l'11 febbraio 1936. Con l'aumento della popolazione, il 9 maggio 1961 il territorio comunale fu ampliato e portato a 6 km². Il 30 agosto 2024 vi furono tre annunci del Ministero degli Interni riguardanti il nuovo aumento della superficie comunale e lo status del comune di Buriram, che divenne città maggiore (Thesaban nakorn). Tali modifiche entrarono in vigore con la promulgazione sulla Gazzetta reale il 31 ottobre 2024.

## Economia
Il settore trainante dell'economia è l'agricoltura e le principali colture sono il riso e la manioca. Il turismo è molto arretrato in confronto al resto del Paese.

## Infrastrutture e trasporti

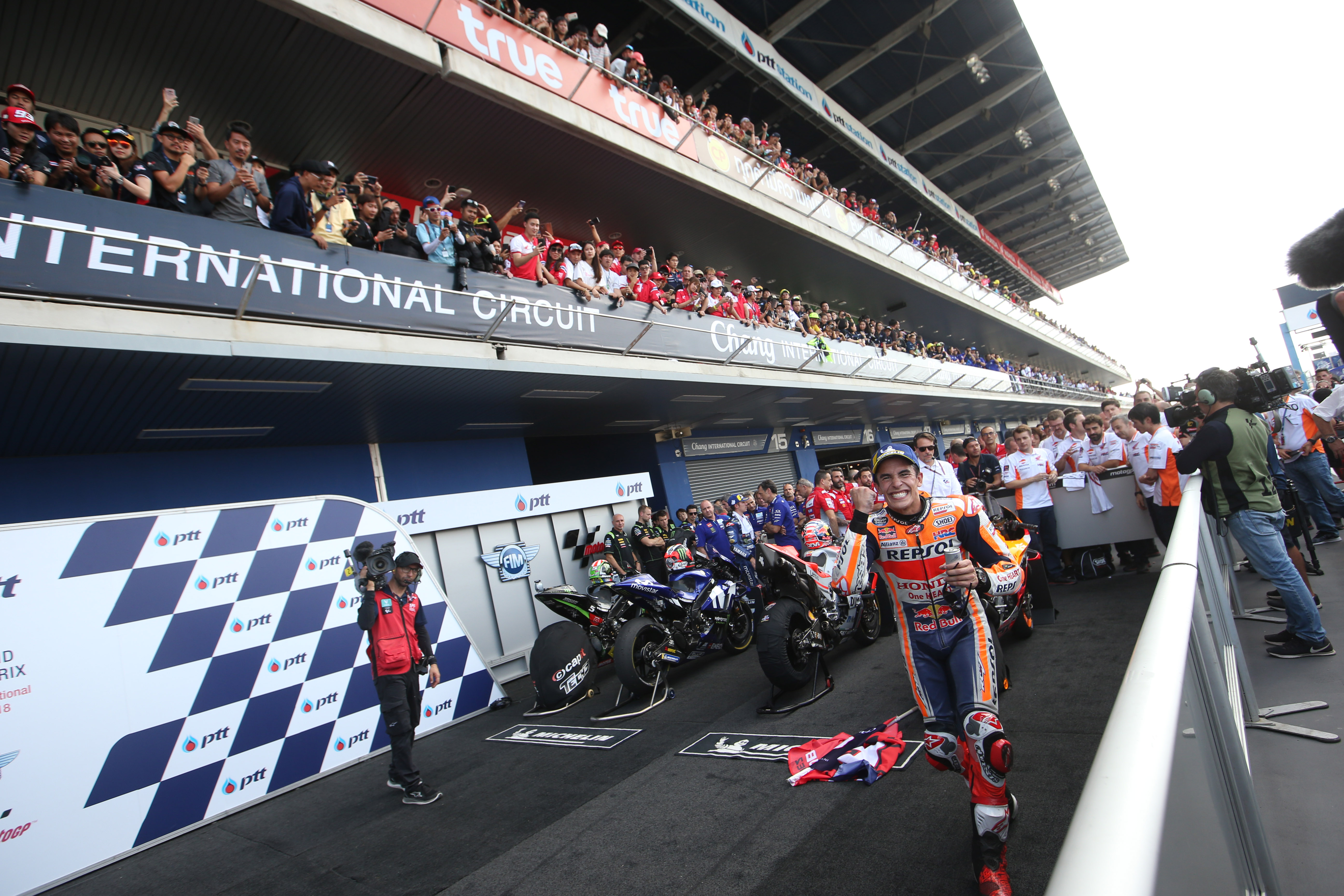
Marc Márquez nel 2018 al Circuito di Buriram

L'aeroporto di Buriram si trova circa 30 km a nord-est della città. Nella zona nord della città si trova la stazione di Buriram, dove si fermano i treni che percorrono la linea nord-orientale Bangkok-Ubon Ratchathani della Ferrovia di Stato della Thailandia.

## Sport
La principale squadra di calcio cittadina, il Buriram United Football Club fondato nel 1970, si è aggiudicato diversi titoli nelle massime competizioni nazionali. La città ospita anche il Circuito internazionale di Buriram, dove si sono svolte gare del motomondiale e del campionato mondiale Superbike. Il circuito è inoltre attrezzato e ha la certificazione necessaria per ospitare gare di Formula 1.